# Sites archéologiques d'importance exceptionnelle en Serbie
Les sites archéologiques d'importance exceptionnelle (en serbe cyrillique : Археолошка налазишта од изузетног значаја ; en serbe latin : Arheološka nalazišta od izuzetnog značaja) sont les sites archéologiques de Serbie qui possèdent le plus haut degré de protection légale.
Sur les 190 sites archéologiques classés de la République de Serbie, 20 figurent parmi les biens d'importance exceptionnelle.

## Liste
| Site                              | Province           | Municipalité      | Lieu           | Notes                                     | Époque                                    | N° inv. | Coordonnées                  | Photo |
| --------------------------------- | ------------------ | ----------------- | -------------- | ----------------------------------------- | ----------------------------------------- | ------- | ---------------------------- | ----- |
| Mramorje                          | Serbie centrale    | Bajina Bašta      | Perućac        |                                           | XIVe – XVe siècles                        | АН 26   | 43° 57′ 01″ N, 19° 25′ 39″ E |       |
| Vinča-Belo brdo                   | Serbie centrale    | Grocka            |                |                                           | De la Préhistoire au Moyen Âge            | АН 5    | 44° 45′ 43″ N, 20° 37′ 24″ E |       |
| Pontes (sr)                       | Serbie centrale    | Kladovo           | Kostol         |                                           | 103-105                                   | АН 44   | 44° 37′ 26″ N, 22° 40′ 02″ E |       |
| Forteresse de Diana               | Serbie centrale    | Kladovo           | Novi Sip       |                                           | Ier – XVIe siècles                        | АН 103  | 44° 38′ 15″ N, 22° 33′ 24″ E |       |
| Kraku Lu Jordan                   | Serbie centrale    | Kučevo            | Brodica        |                                           | IIIe – IVe siècles                        |         | 44° 29′ 04″ N, 21° 49′ 53″ E |       |
| Caričin Grad (Justiniana Prima)   | Serbie centrale    | Lebane            | Prekopčelica   |                                           | VIe siècle                                | АН 24   | 42° 56′ 44″ N, 21° 40′ 22″ E |       |
| Lepenski Vir                      | Serbie centrale    | Majdanpek         | Boljetin       |                                           | VIIIe – VIIe millénaires av. J.-C.        | АН 45   | 44° 33′ 24″ N, 22° 01′ 35″ E |       |
| Site archéologique de Rudna Glava | Serbie centrale    | Majdanpek         | Rudna Glava    |                                           | Âge du bronze, Antiquité                  | АН 39   | 44° 19′ 14″ N, 22° 04′ 48″ E |       |
| Mediana                           | Serbie centrale    | Niš               | Medijana       |                                           | Début du IVe siècle                       | АН 22   | 43° 18′ 37″ N, 21° 56′ 56″ E |       |
| Viminacium                        | Serbie centrale    | Požarevac         | Kostolac       |                                           | Ier siècle                                | АН 140  | 44° 44′ 13″ N, 21° 13′ 32″ E |       |
| Grand tumulus de Pilatovići       | Serbie centrale    | Požega            | Pilatovići     |                                           | VIe – Ve siècles av. J.-C.                | АН 33   | 43° 51′ 39″ N, 20° 04′ 52″ E |       |
| Gamzigrad-Romuliana               | Serbie centrale    | Zaječar           | Gamzigrad      | Inscrit au patrimoine mondial depuis 2007 | IIIe siècle                               | АН 40   | 43° 55′ 20″ N, 22° 10′ 16″ E |       |
| Ulpiana                           | Kosovo-et-Métochie | Pristina          | Gračanica      |                                           | 98-118                                    | АН 124  | 42° 35′ 47″ N, 21° 10′ 30″ E |       |
| Site archéologique de Čelarevo    | Voïvodine          | Bačka Palanka     | Čelarevo       |                                           | Fin du VIIIe siècle - début du IXe siècle | АН 109  | 45° 16′ 17″ N, 19° 31′ 52″ E |       |
| Site archéologique de Starčevo    | Voïvodine          | Pančevo           | Starčevo       |                                           | Néolithique                               | АН 104  | 44° 48′ 37″ N, 20° 42′ 46″ E |       |
| Bassianae                         | Voïvodine          | Ruma              | Donji Petrovci |                                           | Ier siècle                                | АН 105  | 44° 58′ 15″ N, 19° 58′ 44″ E |       |
| Gomolava                          | Voïvodine          | Ruma              | Hrtkovci       |                                           | Préhistoire                               | АН 108  | 44° 53′ 27″ N, 19° 45′ 47″ E |       |
| Sirmium                           | Voïvodine          | Sremska Mitrovica |                |                                           | Ier siècle                                | АН 106  | 44° 58′ 08″ N, 19° 37′ 02″ E |       |
| Plateau de Titel                  | Voïvodine          | Titel             |                |                                           | Néolithique, âge du bronze, âge du fer    | АН 123  | 45° 12′ 12″ N, 20° 18′ 09″ E |       |
| Židovar                           | Voïvodine          | Vršac             | Orešac         |                                           | Préhistoire, Antiquité                    | АН 107  | 44° 56′ 59″ N, 21° 15′ 47″ E |       |